# Carcinógenos probados
Un carcinógeno probado es aquella sustancia de la que existen pruebas sobradas de ser carcinógena. Pertenecen al grupo I de la lista de carcinógenos de la IARC. Existen tres grupos adicionales.

## Lista
- Acetaldehído (2012) Metabolito hepático del etanol
- Aflatoxinas (2012) Toxinas producidas por hongos Aspergillus
- 4-Aminobifenilo amina (2012) del Bifenilo similar a la bencidina
- Aristoloquina (2012) derivado de la familia Aristolochiaceae
- Arsénico (2012) Metaloide presente en crustáceos y humo del tabaco
- Asbestos (2012) Minerales muy usados en la construcción
- Azatioprina
- Benceno
- Benzidina
- Benzopireno
- Berilio
- Busulfan
- Butadieno
- Cadmio
- Clorambucil
- Clornafazina
- Componentes del Cromio
- Clonorchis sinensis
- Destilación, combustión, destilación de Carbón
- Alquitrán de hulla
- Producción de Coque
- Ciclofosfamida
- Ciclosporina
- Dietilestilbestrol
- Erionita
- Terapia de estrógenos
- Etanol